# Joseph Grunwald
Joseph Grunwald (geboren als Joseph Grünwald 25. Juni 1920 in Wien; gestorben 18. Juni 1997 in Del Mar (Kalifornien)) war ein US-amerikanischer Wirtschaftswissenschaftler.

## Leben
Joseph Grünwald war ein Sohn des Kaufmanns Arthur Grünwald (1883–1945) und der Marie Laub (1895–1978). Er besuchte ab 1930 ein Realgymnasium in Wien und legte 1938 die Matura ab. Im selben Jahr erfolgte der Anschluss Österreichs an das nationalsozialistische Deutschland und Grünwald wurde zur Emigration gezwungen. In den USA jobbte er als Handelsvertreter im Haustürgeschäft und als Fabrikarbeiter. Ab 1940 studierte er Ökonomie an der Johns Hopkins University in Baltimore, machte 1943 einen B.S. und war dann bis 1945 Soldat der U.S. Army. 
Grunwald war Lecturer an der Rutgers University New Brunswick und an der Columbia University und wurde dort 1950 mit einer Dissertation über die Finanzpolitik Norwegens promoviert. Er heiratete 1949 Sheila Katz, sie hatten drei Kinder. Grunwald wurde als Berater bei der Regierung von Puerto Rico tätig, wurde 1952 Assistant Professor an der City University of New York und ging 1954 als Ökonomieprofessor an die Universidad de Chile. Von 1963 bis 1984 arbeitete er als Senior Fellow an der Brookings Institution und publizierte vorwiegend zu Lateinamerika. 1984 ging er an die University of California, San Diego und war Gründungspräsident des „Institute of the Americas“ in La Jolla, San Diego. 
Grunwald wurde 1969 als Komtur in den chilenischen  Orden Bernardo O’Higgins aufgenommen.  

## Schriften (Auswahl)
- Joseph Grunwald, Philip Musgrove: Natural resources in Latin American development. Baltimore, 1970
- Latin American Economic Integration and U. S. Policy. 1972
- (Hrsg.): Latin America and world economy : a changing international order. Beverly Hills, Calif: Sage Publications, 1978
- The Global Factory: Foreign Assembly in International Trade. 1985